# Raymond Cauchetier
Raymond Cauchetier   (12è districte de París, 10 de gener de 1920 - 12è districte de París, 22 de febrer de 2021) va ser un fotògraf francès, conegut pel seu treball com a foto fixe de 1959 a 1968 en moltes pel·lícules de la Nova Onada francesa. Les seves fotografies són un registre important dels directors de la New Wave a l'inici de la seva carrera, i dels seus mètodes de producció poc convencionals i innovadors. Un perfil de Cauchetier de 2009 a la revista Aperture va declarar que les seves fotografies "són en si mateixes obres centrals de la New Wave".

## Primers anys de vida
Cauchetier va néixer a París el 10 de gener de 1920. La seva mare treballava com a professora de piano. El va criar com a mare soltera i no va conèixer el seu pare. Cauchetier va abandonar els estudis després d'acabar l'escola secundària. Va escapar de París en bicicleta i es va unir a la Resistència francesa després de la caiguda de França el 1940.
Acabada la Segona Guerra Mundial, Cauchetier es va allistar a la Força Aèria Francesa mentre es produïa la Primera Guerra d'Indoxina. Va començar la seva carrera amb la fotografia servint com a fotògraf de combat a Vietnam. Es va comprar la seva pròpia càmera Rolleiflex i la va fer servir durant gran part de la seva carrera. Cauchetier va rebre la Legió d'Honor per Charles de Gaulle, en reconeixement del seu treball al camp de batalla.

## Carrera
Cauchetier es va quedar a la regió després d'acabar el seu servei a la Força Aèria, fent fotografies d'Angkor Wat a Cambodja. Va regalar un conjunt de 3.000 imatges a Norodom Sihanouk, que finalment van ser destruït pels Khmer Rouges. El 1957 Cauchetier va conèixer el director Marcel Camus, que era a Cambodja per rodar la pel·lícula Mort en fraude (Fugitive in Saigon). Posteriorment, va ser reclutat com a foto fixe.
Quan Cauchetier va tornar a França, no va trobar feina com a fotoperiodista, però, va treballar fent fotografies per a foto-romans, una mena de novel·la gràfica fotogràfica, de l'editor Hubert Serra. A través de Serra, Cauchetier es va familiaritzar amb Jean-Luc Godard, que treballava com a crític de cinema i amb l'esperança de convertir-se ell mateix en cineasta. Godard va contractar Cauchetier com a foto fixe per a la seva primera pel·lícula, À bout de souffle (1960), un avenç tant per a Godard com pel cinema francès.
Altres pel·lícules en què va treballar Cauchetier inclouen Léon Morin, prêtre, dirigida per Jean-Pierre Melville, i Jules et Jim (1962) de François Truffaut. Les seves fotografies de la producció l'any 1960 de la pel·lícula de Godard, Une femme est une femme, van captar moments fora de càmera de Godard i l'actriu principal Anna Karina. Godard i Karina es van casar l'any següent.
Cauchetier va deixar de treballar com a foto fixe l'any 1968 a causa de la baixa remuneració de la feina. Va continuar publicant fotografies, però les seves imatges de la New Wave són considerades per la crítica com la seva millor obra.

## Vida posterior
Les esmenes a la llei de drets d'autor de França a mitjans de la dècada del 2000 van concedir als fotògrafs els drets sobre les imatges realitzades com a empleat remunerat. En conseqüència, moltes de les obres inèdites de Cauchetier es van poder publicar. La seva col·lecció titulada Photos de Cinéma es va publicar l'any 2007. Sis anys més tard, l'Acadèmia de les Arts i les Ciències Cinematogràfiques va acollir una exposició del seu treball a Los Angeles. El 2015 va publicar el llibre d'artista Raymond Cauchetier's New Wave.
Cauchetier va complir 100 anys el gener de 2020 El setembre d'aquell any es va fer una exposició de les seves fotografies més notables a la Galerie de l'Instant de París. Va morir cinc mesos després, el 22 de febrer de 2021, a París. Tenia 101 anys i va morir per laCOVID-19 durant la pandèmia de COVID-19 a França.